# Бекхаус, Джеймс
Джеймс Бекхаус (англ. James Backhouse, 8 июля 1794 — 20 января 1869) — британско-австралийский ботаник, садовод, естествоиспытатель (натуралист), миссионер и квакер.

## Биография
Джеймс Бекхаус родился в городе Дарлингтон 8 июля 1794 года.
Его отец умер, когда он был ребёнком, а мать воспитывала его в религиозной атмосфере. В 1822 году он женился на Деборе Лоу (англ. Deborah Lowe). В декабре 1827 года его жена умерла, оставив ему сына и дочь.
В сентябре 1831 года Джеймс Бекхаус отправился в Австралию. Он внёс значительный вклад в изучение флоры Австралии.
Джеймс Бекхаус умер 20 января 1869 года.

## Научная деятельность
Джеймс Бекхаус специализировался на папоротниковидных и на семенных растениях.

## Научные работы
- A Narrative of a Visit to the Australian Colonies. 1843[2][3].
- A Narrative of a Visit to the Mauritius and South Africa. 1844[2][3].
- A Memoir of Deborah Backhouse. 1828[3].
- Memoirs of Francis Howgill. 1828[3].
- Extracts from the Letters of James Backhouse. 1838—1841[3].
- The Life and Correspondence of William and Alice Ellis. 1849[3].
- A Short Record of the Life and Experiences of Thomas Bulman. 1851[3].
- The Life and Labours of George Washington Walker. 1862[2][3].

## Почести
Род растений Backhousia был назван в его честь.